# Jessica Shy
Jessica Shy, pseudonimo di Džesika Šyvokaitė (Birštonas, 6 maggio 1996), è una cantante lituana, l'artista con la maggior quantità di numero uno nella Singlų Top 100 (9) e quella solista col maggior numero di M.A.M.A. vinti (10).

## Biografia
Si è avvicinata al canto dall'età di 4 anni, riuscendo negli anni seguenti ad emergere a talent show di carattere nazionale come 2 minutės šlovės e X Faktorius, la versione lituana di X Factor. Si è laureata in musica e business musicale presso l'università di Westminster.
Ha intrapreso la carriera musicale nel 2019, dopo aver firmato un contratto con la OpenPlay, attraverso la quale sono stati messi in commercio diversi singoli, tra cui Rožė che ha reso l'artista rilevante a livello nazionale. La canzone è infatti divenuta una hit, raggiungendo la 15ª posizione della Singlų Top 100 e trascorrendo tre mesi nella top 40. Successivamente ha ottenuto diverse entrate in classifica, di cui una in top ten alla 7ª posizione. Nello stesso anno ha promosso la sua musica attraverso un tour a livello nazionale. La popolarità riscontrata nel corso del 2020 le ha fruttato una candidatura ai Muzikos asociacijos metų apdovanojimai, i principali premi musicali lituani, come svolta dell'anno, categoria in cui ha tuttavia perso nei confronti del gruppo musicale The Roop. A luglio 2021 ha conseguito il suo miglior posizionamento nella hit parade dei singoli grazie a Rugpjūtis, che ha esordito al 3º posto e che ha successivamente raggiunto la vetta della graduatoria per cinque settimane consecutive, divenendo la sua prima numero uno.
Ai Muzikos asociacijos metų apdovanojimai 2021 ha ricevuto la nomination per due premi, tra cui quella per la canzone dell'anno per Rugpjūtis. Nel gennaio 2022 è stato presentato il singolo Šokam lėtai, la sua prima numero uno da solista, che ha anticipato l'album in studio di debutto Apkabinti prisiminimus; anch'esso in vetta alla classifica nazionale, di cui tutte le tracce contenute all'interno hanno fatto il proprio ingresso nella Singlų Top 100. In particolare, Tyliai pakuždėk, una collaborazione con Nombeko Augustė supportata dal relativo video musicale, si è tramutata in una hit estiva dopo aver scalato la classifica nazionale fino al vertice durante il mese di luglio, mantenendo la stessa posizione per due settimane di fila. Apkabinti prisiminimus è stato l'LP più consumato in digitale in Lituania nel 2022 ed è stato certificato diamante dalla AGATA nell'aprile 2023.
Per la promozione del progetto, è stato tenuto un concerto presso la Žalgirio Arena nell'aprile 2022, seguito da uno alla Palangos koncertų salė. Jessica Shy è stata candidata per quattro premi ai M.A.M.A., contendendosi il titolo all'artista dell'anno e quello all'album dell'anno; in occasione della manifestazione, le è stato assegnato il suo primo riconoscimento.
Pasaka, il secondo disco al numero uno dell'artista, è stato pubblicato nel marzo 2023 ed è stato anticipato dagli estratti Žiburiai e Dėl tavęs; quest'ultimo il suo quarto singolo a scalare la hit parade nazionale fino alla vetta. Il disco, divenuto il primo a trascorrere oltre 50 settimane al vertice della Albumų Top 100, quello più venduto durante l'anno in territorio lituano e ricompensato col diamante, è stato promosso da una tournée con concerti nelle principali arene lituane e ha collezionato un altro brano di successo, Apkabink; il brano, che è rimasto al numero uno per svariate settimane, è stato anche quello più consumato del 2023. Dall'autunno 2023 ha iniziato a frequentare un corso dalla durata di due anni di psicologia presso la Psichologijos akademijoje di Vilnius. È stata l'artista col maggior numero di nomination ricevute e premi vinti in occasione dei M.A.M.A. 2024, con nove candidature e sei statuette raccolte in sette categorie. Si è occupata anche della stesura del testo assieme a Elena Jurgaitytė e Silvestras Beltė di Luktelk, brano vincitore dell'Eurovizija.LT 2024 e concorrente lituano all'Eurovision Song Contest. Nel mese di aprile le sono state assegnate quattro certificazioni d'oro e quattro di platino per le singole tracce, per un totale di 260 000 unità equivalenti riconosciute dalla AGATA.
Il 31 maggio 2024 viene presentato un terzo disco di inediti, dal titolo Sutemos e accompagnato da un video a supporto di Žvaigždės, sesta numero uno della cantante. L'album ha debuttato direttamente in cima alla Albumų Top 100; allo stesso tempo, i tre LP hanno occupato le prime cinque posizioni della classifica e le nove canzoni hanno fatto l'ingresso tra i primi 15 posti della Singlų Top 100. Inoltre, la traccia 1000 vėtrų, promossa da una clip, ha segnato la settima numero uno della cantante. Il 30 agosto 2024 ha radunato quasi 40 000 persone in concerto al Dariaus ir Girėno stadionas; si tratta dello spettacolo di un lituano di maggior successo dell'anno e di uno dei più grandi di tutti tempi.
Nel novembre 2024 Jessica Shy è diventata la prima artista in possesso di due brani certificati diamante (oltre 60 000 copie) dalla AGATA con Rugpjūtis (2021) e Tyliai pakuždėk (2022). Qualche settimana dopo è stato rivelato che la cantante sarebbe stata in lizza per sette riconoscimenti ai Muzikos asociacijos metų apdovanojimai, risultando quella più candidata per una seconda edizione consecutiva. È stata anche quella più premiata della serata, vincendone tre. Le è stato poi consegnato un disco di diamante per l'LP Sutemos.
Nel marzo 2025 ha annunciato due concerti da svolgersi al Kalnų parkas nel mese di luglio, che hanno registrato il tutto esaurito nell'arco di alcuni giorni; dopo l'interesse mostrato dal pubblico, l'artista ha deciso di aggiungere una terza data consecutiva in tre giorni. È stata anche diffusa Vis vien, la sua seconda entrata direttamente in cima alla Singlų Top 100 dopo Žvaigždės; la canzone, contenuta nel quarto album Žvėris, ha poi mantenuto il controllo della graduatoria anche le sette settimane seguenti. Il disco, pubblicato il 12 giugno, è costituito da nove composizioni ed è stato anticipato dalla stessa tramite le reti sociali con due giorni di anticipo attraverso la funzionalità del presalvataggio di Spotify. Žvėris ha replicato l'immediato successo dei progetti precedenti: ha esordito in cima alla Albumų Top 100, piazzando le nove tracce nei primi posti della Singlų Top 100; inoltre, la title-track è la sua nona numero uno nella Singlų Top 100.

## Discografia
- 2022 – Apkabinti prisiminimus
- 2023 – Pasaka
- 2024 – Sutemos
- 2025 – Žvėris